# UFC 61
UFC 61: Bitter Rivals è stato un evento di arti marziali miste tenuto dalla Ultimate Fighting Championship l'8 luglio 2006 al Mandalay Bay Events Center di Las Vegas, Stati Uniti.

## Retroscena
Il main match dell'evento è l'atto conclusivo della trilogia tra i due campioni dei pesi massimi Tim Sylvia e Andrei Arlovski.
Hermes Franca avrebbe dovuto affrontare Roger Huerta, ma quest'ultimo s'infortunò e venne sostituito da Joe Jordan.

## Risultati

### Card preliminare
- Incontro categoria Pesi Welter:  Drew Fickett contro  Kurt Pellegrino

Fickett sconfisse Pellegrino per sottomissione (strangolamento da dietro) a 1:20 del terzo round.
- Incontro categoria Pesi Massimi:  Gilbert Aldana contro  Cheick Kongo

Kongo sconfisse Aldana per KO Tecnico (stop medico) a 4:13 del primo round.
- Incontro categoria Pesi Massimi:  Jeff Monson contro  Anthony Perosh

Monson sconfisse Perosh per KO Tecnico (colpi) a 2:43 del primo round.
- Incontro categoria Catchweight:  Hermes Franca contro  Joe Jordan

Franca sconfisse Jordan per sottomissione (strangolamento triangolare) a 0:47 del terzo round.

### Card principale
- Incontro categoria Pesi Leggeri:  Yves Edwards contro  Joe Stevenson

Stevenson sconfisse Edwards per KO Tecnico (stop medico) a 5:00 del secondo round.
- Incontro categoria Pesi Massimi:  Frank Mir contro  Dan Christison

Mir sconfisse Christison per decisione unanime (29–28, 29–28, 29–28).
- Incontro categoria Pesi Mediomassimi:  Tito Ortiz contro  Ken Shamrock

Ortiz sconfisse Shamrock per KO Tecnico (colpi) a 1:18 del primo round.
- Incontro categoria Pesi Welter:  Josh Burkman contro  Josh Neer

Burkman sconfisse Neer per decisione unanime (29–28, 30–27, 29–28).
- Incontro per il titolo dei Pesi Massimi:  Tim Sylvia (c) contro  Andrei Arlovski

Sylvia sconfisse Arlovski per decisione unanime (48–47, 49–46, 48–47) e mantenne il titolo dei pesi massimi.